# Círdan
Círdan, qui signifie « Charpentier des Navires » en sindarin (prononcer quírdan, avec un í long), est un personnage fictif qui appartient au legendarium créé par l'écrivain britannique J. R. R. Tolkien, et qui apparaît notamment dans Le Silmarillion et à la fin du Retour du roi. Il s'agit d'un Elfe Teleri, parent du roi Thingol et du roi Olwë. Sa naissance n'est racontée dans aucun texte de Tolkien, mais il pourrait être un des Elfes qui s'éveillèrent à Cuiviénen. Les Teleri le nomment Nowë.

## Histoire

### Années des Arbres
Quand Elwë se perdit dans la forêt de Nan Elmoth à cause de l'enchantement de Melian, les Teleri recherchèrent leur seigneur, et à cause de cela, ne purent arriver à la baie de Balar, où le Vala Ulmo avait laissé l'île qui transporterait les Elfes jusqu'à Aman.
Au bout de quelque temps, quelques Teleri abandonnèrent la recherche d'Elwë et se dirigèrent vers la côte, attendant qu'Ulmo revînt pour les amener à Aman. Leur désir devint réalité peu après, mais les Teleri qui continuaient la recherche d'Elwë, parmi lesquels Círdan, demandèrent un peu de temps pour pouvoir trouver leur seigneur. Cependant, Olwë, qui était maintenant l'unique roi des Teleri, décida de ne pas attendre. Ainsi Círdan et le reste des Teleri qui étaient restés en Terre du Milieu s'appelèrent eux-mêmes les Eglath (les “Abandonnés”).
Après avoir arrêté la recherche d'Elwë, les Eglath se disséminèrent dans le Beleriand, mais Círdan et un petit groupe furent convaincus par le Maia Ossë de retourner à la baie de Balar et ils s'installèrent au nord, à Falas. Ils furent connus comme les Falathrim (“Peuple des Vagues”). Ils fondèrent les ports de Brithombar et d'Eglarest, et Círdan devint leur seigneur.
Círdan passa beaucoup de temps à regarder la mer, attendant qu'Ulmo revînt, mais cela n'arriva pas. Suivant les enseignements d'Ossë, Círdan concentra toutes ses pensées et capacités à la construction de navires pour pouvoir voyager de cette façon jusqu'à la Terre Bénie. Une nuit il décida de suivre la lumière qui brillait depuis Tol Eressëa, parce qu'il ne pouvait continuer d'attendre plus longtemps, et il reçut alors un message des Valar dans le cœur qui lui disait que ce n'était pas encore le moment d'entreprendre le voyage, et que s'il attendait on se souviendrait de son travail dans les Âges suivants. Círdan décida d'attendre et il crut voir au-dessus de lui un navire, brillant comme une étoile, qui naviguait dans le Ciel jusqu'à l'Ouest. C'était un présage du navire qu'il construirait avec Eärendil, le Vingilot, et à partir de ce moment, Círdan fut capable de voir les présages de tous les événements importants qui adviendraient en Terre du Milieu.
Quand Elwë réapparut enfin, il réunit tous les Eglath qu'il pouvait et son peuple fut appelé plus tard par le reste des Elfes « Sindar » (les “Gris”). Círdan continua à rester le Seigneur des Falathrim, mais il reconnut l'autorité d'Elwë, appelé désormais Elu Thingol, comme roi. Círdan était davantage le conseiller de Thingol que son vassal (par exemple, il lui apprit les rumeurs des méfaits commis par les Noldor avant leur venue en Beleriand).

### Le Premier Âge
Quand Morgoth arriva en Beleriand, il prépara ses armées pour conquérir toute cette terre. Le peuple de Círdan se vit obligé de reculer jusqu'aux côtes et fut assiégé dans les ports de Brithombar et d'Eglarest. Quand les Noldor arrivèrent depuis Helcaraxë, ils libérèrent les ports.
Grâce à l'amitié entre Círdan et Finrod, les Noldor reconstruisirent Brithombar et Eglarest et élevèrent de hauts murs pour les protéger. De plus, Finrod construisit une tour, qu'il appela Barad Nimras, à l'ouest d'Eglarest, pour surveiller la mer au cas où Morgoth décidât d'attaquer par là.
En 462 P. Â., Morgoth recommença ses attaques et envoya une grande armée contre le roi Fingon à Hithlum. Les Noldor ne purent contenir l'attaque et Círdan envoya à leur aide ses propres armées, qui naviguèrent en bateaux jusqu'à l'estuaire de Drengist et de là tombèrent sur les ennemis, remportant ainsi la victoire.
Pendant les Nírnaeth Arnoediad, devant l'avance des troupes de Morgoth à travers le Beleriand, beaucoup cherchèrent refuge derrière les hauts murs des ports de Círdan. Morgoth s'en rendit compte et envoya ses armées à Falas, Brithombar et Eglarest, qui furent assiégés, puis rapidement détruits ; la plus grande partie du peuple de Círdan y périt. Cependant, quelques-uns réussirent à s'échapper sur des navires jusqu'à l'île de Balar, et parmi eux Círdan et Gil-Galad, que son père Fingon (ou dans des écrits plus tardifs Orodreth) avait envoyé vivre avec Círdan avant la bataille.
Quand le roi Turgon de Gondolin connut le refuge de Círdan sur l'île de Balar, il envoya des messagers, parmi lesquels Voronwë, qui demandèrent à Círdan de construire des navires pour que les Eldar puissent naviguer jusqu'à Aman. Círdan construisit sept navires, mais on n'eut jamais aucune nouvelle de ces navires, sauf de celui dirigé par Voronwë, qui revint en Terre du Milieu à cause de la fureur des flots.
En l'an 495 P. Â., Ulmo se présenta devant Círdan et le prévint du danger que courait Nargothrond, c'est pourquoi Círdan envoya deux des Elfes qui vivaient maintenant parmi son peuple, Gelmir et Arminas, pour qu'ils préviennent le roi Orodreth qu'il fallait détruire le pont sur la rivière Narog, qui servait d'accès à Nargothrond. Malheureusement, sur le conseil de Túrin, Orodreth refusa et son royaume fut détruit.
Des années après, Círdan devint ami avec Eärendil, qui vivait en Arvernien avec les survivants des désastres de Doriath et Gondolin. Avec l'aide de Círdan, Eärendil construisit le navire Vingilot, avec lequel il partit pour Aman, déclenchant la guerre de la Grande Colère et la déroute de Morgoth.

### Le Deuxième Âge
Au début du Deuxième Âge, les Havres Gris (Mithlond en sindarin) furent fondés dans le nouveau Golfe de Lhûn (apparu après la submersion de la majeure partie du Beleriand). Círdan devint le Seigneur et Protecteur des Havres. De plus, il se chargea de construire de nombreux navires pour que les Elfes qui le désiraient puissent voyager jusqu'en Aman. Quelques-uns de ces navires servirent aussi pour amener les Edain à Númenor, qui fut élevée pour eux sur la mer, par les Valar. Círdan lui-même désigna les Elfes qui dirigèrent et amenèrent ces navires jusqu'à l'île.
Bien des années après, Aldarion de Númenor arriva avec son grand-père Vëantur aux Havres Gris et là devint l'ami de Círdan. Celui-ci lui enseigna l'art de la construction de navires et de la fortification de cités. Círdan lui offrit également l'image d'un aigle au bec doré et aux yeux brillants, qu'Aldarion plaça sur la proue de son navire, Hirilondë.
En l'an 1695 D. Â., Sauron, le plus grand serviteur de Morgoth, réapparut sur la Terre du Milieu et envahit la région de l'Eriador. Círdan et son peuple participèrent à la défense du Lindon.
Gil-galad, peu avant de partir pour la guerre de la Dernière Alliance, remit à Círdan le Troisième Anneau des Elfes, Narya le Rouge, que Celebrimbor lui avait donné précédemment. Círdan aussi partit pour la guerre et après la défaite de Sauron, lui et Elrond conseillèrent à Isildur de détruire l'Anneau unique de Sauron dans le feu de l'Orodruin pour que celui-ci soit vaincu pour toujours ; mais Isildur, captivé par l'Anneau, ne les écouta pas.

### Au Troisième Âge
À l'arrivée de Mithrandir, Círdan lui confia Narya, l'Anneau de Feu, pour qu'il l'aidât dans ses travaux et fatigues, parce que, voyant plus loin que personne en Terre du Milieu, il fut capable de voir la supériorité spirituelle de Mithrandir.
Círdan offrit son aide aux Dúnedain dans leurs luttes contre Sauron, surtout au royaume d'Arnor, qui était constamment en guerre contre Angmar. En 1409 T. Â., le Roi-Sorcier envahit Cardolan, détruisit Amon Sûl et tua le roi Arveleg Ier d'Arthedain. Le fils de celui-ci, Araphor, parvint cependant à expulser les ennemis de Fornost et des Collines du Nord avec l'aide de Círdan.
En 1974 T. Â. le Roi-Sorcier détruisit l'Arthedain et son roi, Arvedui, fuit à Forochel. En même temps, son fils Aranarth alla à Lindon et informa Círdan de la localisation de son père. Círdan envoya immédiatement un navire pour récupérer Arvedui, mais une tempête coula le navire et le roi périt. Cette même année, les armées de Lindon, Fondcombe et Gondor parvinrent à détruire le royaume d'Angmar.
En l'an 2463 T. Â. fut créé le Conseil Blanc dont Círdan fit partie. Cependant, il n'assista pas au Conseil d'Elrond lui-même mais envoya l'Elfe Galdor comme représentant, ne pouvant quitter les Havres Gris et les laisser sans protection.
À la fin de la guerre de l'Anneau, Círdan reçut aux Havres Gris les Gardiens des Anneaux et les Hobbits Frodon et Bilbon Sacquet, et leur offrit un navire pour qu'ils partent en Aman. On ne sait pas avec certitude ce qu'il advint finalement de Círdan, mais il est probable qu'il resta aux Havres Gris jusqu'au départ du dernier navire elfique et que dans ce navire, il partit lui aussi pour l'Ouest.
Il est le seul Elfe né à Cuiviénen toujours vivant sur la Terre du Milieu à l'époque de la guerre de l'Anneau. De ce fait, il est le seul Elfe connu à être barbu (les Elfes étant ordinairement imberbes).
Certains disent qu'il vit toujours aux Havres et ne quittera la Terre du Milieu que lorsque le dernier Navire-Elfe aura appareillé.

## Adaptations

### Adaptations cinématographique duSeigneur des Anneaux
Dans la trilogie réalisée par le néo-zélandais Peter Jackson, Círdan est interprété par Michael Elsworth. Il apparaît brièvement dans les premier et troisième films. Sa première apparition est pendant le monologue de Galadriel au début de La Communauté de l'anneau, dans la brève scène dans laquelle apparaissent les trois Gardiens des anneaux elfiques. Il apparaît pour la deuxième fois à la fin du Retour du roi, dans la scène des Havres Gris, quand Galadriel, Celeborn, Elrond, Gandalf, Bilbon et Frodon montent à bord du navire qui les amènera en Aman. Cependant, il apparaît à nouveau très brièvement derrière les autres personnages, et monte ensuite à bord lorsque Frodon se sépare de Sam, Merry et Pippin. Cela n'apparaît pas d'une façon aussi claire dans le livre, puisqu'il est seulement dit de Círdan qu'il quitta la Terre du Milieu quand le dernier bateau partît.
Son rôle comme lieutenant de Gil-galad est occupé par Elrond dans le premier film, alors que dans les livres, Elrond est le héraut, et non le lieutenant. En accord avec le livre, Círdan devrait aussi être dans la scène où Elrond implore Isildur de jeter l'Anneau Unique dans le feu de l'Orodruin, mais ce n'est pas le cas.
Dans la série Le Seigneur des anneaux : Les Anneaux de Pouvoir, son rôle est interprété par Ben Daniels. Il apparaît à partir de la saison 2.

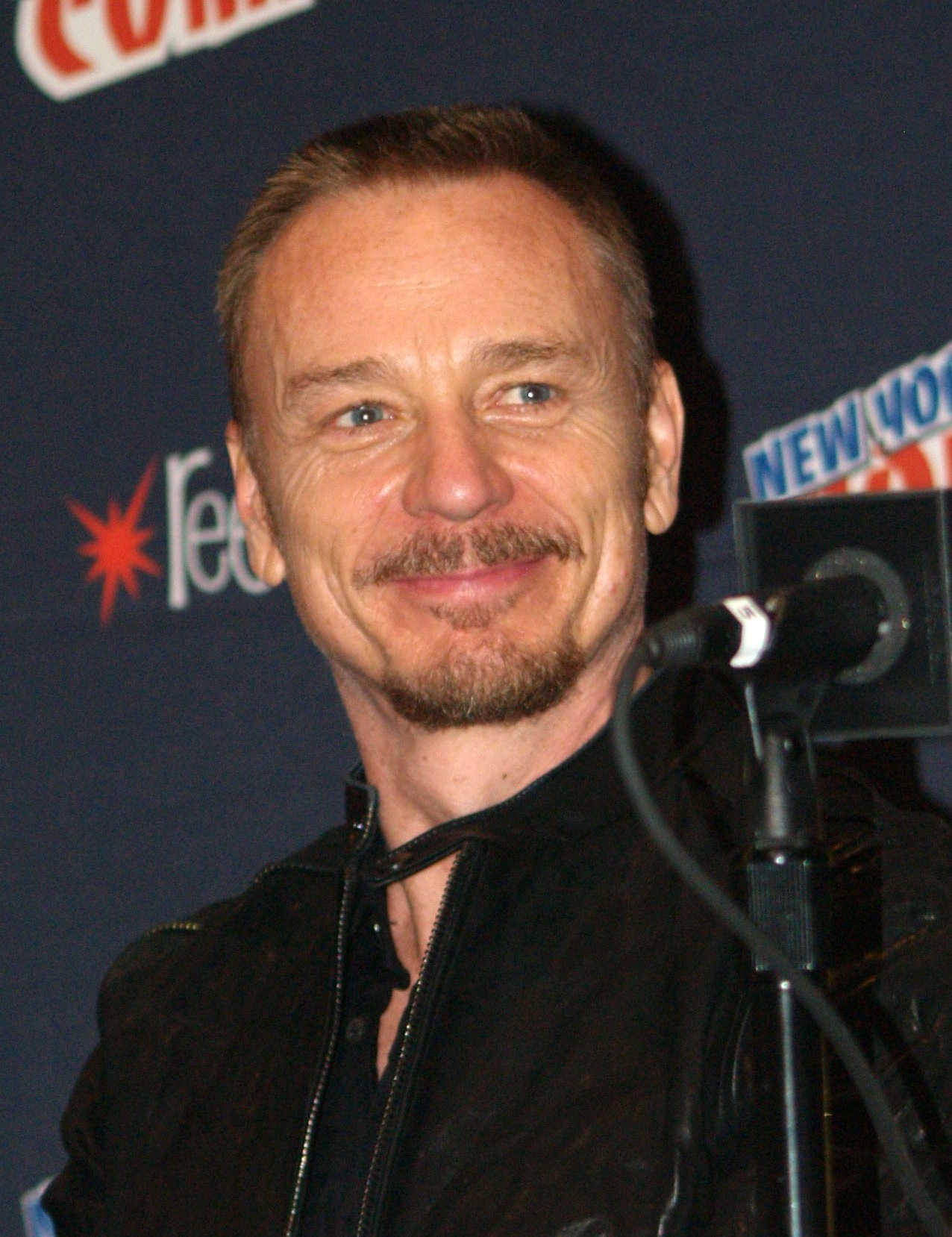
L'acteur de Círdan dans Les Anneaux de Pouvoir en 2017

### Cartes de collections
Círdan le Charpentier apparaît dans l'extension Mount Doom du jeu de cartes à collectionner Le Seigneur des anneaux. Círdan coûte quatre crépuscules pour être joué ; il a sept de résistance, quatre de santé, et une capacité spéciale qui réduit la force d'un subalterne de l'ennemi de un pour chaque carte d'événement dans la pile de défausse du propriétaire de la carte.